# 丸山二郎
丸山 二郎（まるやま じろう、1899年12月15日 - 1972年6月30日）は、日本の歴史学者。千葉大学教授。専門は日本古代史。

## 略伝
1899年（明治32年）12月、福島県耶麻郡千里村（現在の耶麻郡猪苗代町）に生まれる。福島県立会津中学校、第三高等学校を経て、1924年（大正13年）、東京帝国大学文学部国史学科を卒業。同時に東京帝国大学文学部副手となる。
1926年（大正15年）、姫路高等学校教授となるが、1929年（昭和4年）に辞職し、黒板勝美の要請によって『新訂増補国史大系』（以下国史大系と略記）編纂の事務局長となった。以後、黒板をたすけて国史大系の編纂に従事し、1936年（昭和11年）11月に黒板が病で倒れたのちは、同書編纂の中心的役割を果たした。国史大系の編纂にあたるまでの丸山は、考古学や人類学に興味を示していたが、歴史書の校訂に特別の関心を示していなかったという。
太平洋戦争が激化した1943年（昭和18年）、文部省古典編修部の嘱託となり、『日本書紀』の校訂に従事した。丸山はこの『日本書紀』校訂の組板を国史大系の『日本書紀』にも利用しようとしたという。たが、この事業は東京大空襲によって挫折してしまった。
戦後も、坂本太郎らとともに国史大系の編纂に従事し、主に戦前から続けていた『日本書紀』の校訂にあたった。1947年（昭和21年）、病床にあった黒板勝美が死去した後は、国史大系編纂の代表となり、1951年（昭和26年）に、国史大系本『日本書紀』を出版（なお、同書刊行にあたり文部省研究成果刊行補助金をうけた）。約10年ほど中絶した国史大系の出版がここに復活した。以後、1964年（昭和39年）まで国史大系の全巻刊行まで、編纂事業にあたり、同年、国史大系刊行の功績により国史大系編修会の代表者として朝日文化賞を受賞した。
国史大系編纂以外の戦後の職歴を記すと、1948年（昭和23年）に日本学術会議会員となり、1949年（昭和24年）に駒澤大学文学部教授・千葉大学学芸学部講師、1950年（昭和25年）に千葉大学文理学部教授に昇任。1965年（昭和40年）に千葉大学教授を定年退官した。
1950年（昭和25年）6月から7月にかけて、昭和天皇は歴史関係の科学委員による合同進講を催した。この合同進講において丸山は4人の委員のうちの1人となった。同年7月3日、丸山は西南戦争前の鹿児島の情勢についての進講を行った。
1972年（昭和47年）6月死去。72歳。

## 主要業績
- 『新訂増補国史大系』　吉川弘文館　1929年 - 1964年
- 『古今著聞集』上・下（黒板勝美とともに校訂）　岩波書店　1940年
- 『愚管抄』（岩波文庫本・校訂）　岩波書店　1949年
- 『今昔物語集』（岩波文庫本・校訂）1 - 5　岩波書店　1952年 - 1954年
- 『日本書紀の研究』　吉川弘文館　1955年
- 『日本の古典籍と古代史』　吉川弘文館　1984年